# Langer Grat

Der Lange Grat (unterer Bildrand) mit Glocknerwand und Großglockner im Hintergrund

Als Langer Grat oder Lange Wand wird ein Felskamm im Süden der Glocknergruppe in Osttirol (Gemeinde Kals am Großglockner) bezeichnet. Der Felskamm liegt südlich der Zollspitze (3024 m ü. A.), von der der Kamm durch einen Sattel getrennt wird. Im Süden trennt die Rumesoischarte (2950 m ü. A.) den Langen Grat vom Kristallspitzl (3031 m ü. A.). Am Langen Grat liegen drei Gipfel knapp über 3000 Meter. Es sind dies von Nord nach Süd der Rumesoikopf (3001 m ü. A.), das Gelbe Hörnl (3003 m ü. A.) und der Grüne Kopf (3005 m ü. A.), wobei sich zwischen Rumesoikopf und Gelbem Hörnl die Rote Scharte befindet. Alle drei Gipfel sind in den meisten Kartenwerken nicht verzeichnet und werden nur in der speziellen Führerliteratur gelistet.